# Дуб-долгожитель
Дуб-долгожитель — памятник природы регионального (областного) значения Московской области, который включает ценный в экологическом и эстетическом отношении объект живой природы, нуждающийся в особой охране для сохранения его естественного состояния, — старовозрастное дерево дуба черешчатого.
Статус памятника природы присвоен в 1986 году. Местонахождение: Московская область, городской округ Красногорск, в 60 м к западу-юго-западу от пересечения Волоколамского шоссе и улицы Жуковского. Общая площадь составляет 0,005 га. Граница памятника природы проходит по кругу с радиусом 4 м от центра дуба.

## Описание

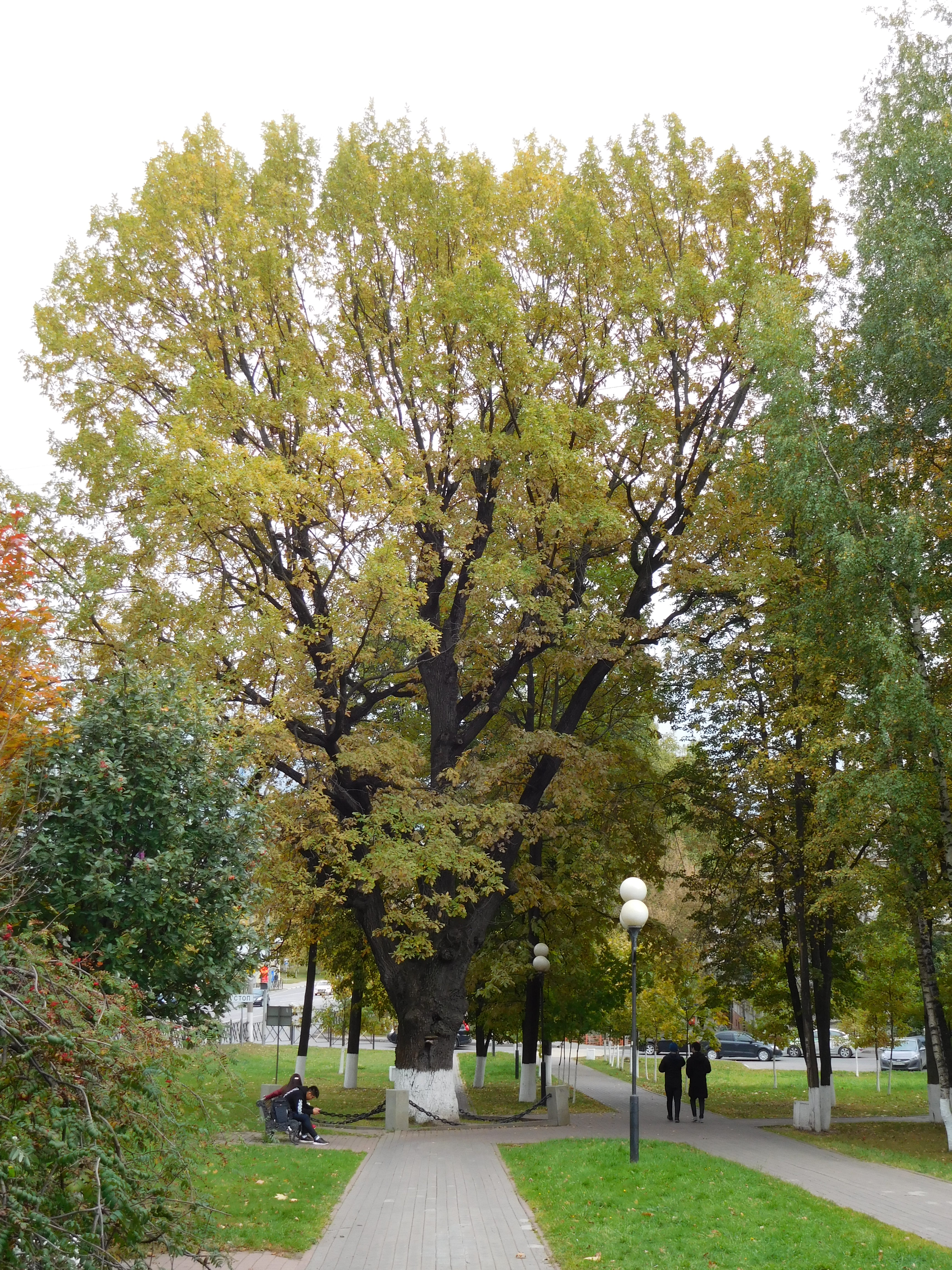

Памятник природы расположен в зоне распространения долинно-зандровых равнин на левобережье реки Москвы на высоте около 150 м над у.м. Территория памятника природы приурочена к пологонаклонной равнине, примыкающей к засыпанной долине ручья, направленной в сторону реки Москвы. Уклоны равнины имеют восточную экспозицию и крутизну 4—7°.
Дуб-долгожитель располагается в городском сквере в 10 метрах к югу от улицы Ленина (Волоколамского шоссе). Вокруг дуба установлена бетонная ограда с цепями размером 4,5 × 4,5 м² и заложен камень, на отполированной поверхности которого приводится информация о памятнике природы. За оградой вокруг ствола устроен газон.
Диаметр ствола дуба-долгожителя — 1,3 м, длина окружности ствола — 4 м. Высота дерева — около 25 м, возраст — около 250 лет. У дуба хорошо развита крона, площадь её проекции составляет более 560 м². За дубом производится уход — имеются следы обрезанных ветвей, места спилов обработаны, а нижняя часть ствола до высоты 125 см покрашена белой известковой краской. На дубе имеется и несколько крупных усохших ветвей. На высоте 2 м на дереве отмечается несколько плодовых тел трутовика окаймлённого.